# HD 176537
HD 176537，又名BD-22 4946，SAO 187584、HR 7182，是一颗恒星，视星等为6.24，位于銀經13.53，銀緯-12.26，其B1900.0坐标为赤經18h 55m 36s，赤緯-22° -12.26′ 11″。